# Michael Kühnen
Pour les articles homonymes, voir Kuhnen.
Michael Kühnen, né le 21 juin 1955 à Bonn et mort le 25 avril 1991 à Cassel, est un leader néonazi allemand. Il est mort des suites du SIDA. Il est considéré comme le principal héritier du courant « homo-nazi ».
Dans les années 1980, Michaël Kühnen est le principal meneur du Mouvement européen, une organisation qui regroupait divers groupuscules néonazis allemands, français, hollandais et belges.
Il fut un proche de Michel Caignet, militant français de la Fédération d'action nationale et européenne (FANE), et rédacteur de la revue française Gaie France, une publication liée au courant « homo-nazi ».
Il est l'inventeur du salut de Kühnen, un salut à trois doigts, paume tournée vers l'avant. Le geste est inventé par Kühnen pour contourner l'interdiction du salut nazi.